# While We're Young
While We're Young es una película de comedia dramática estrenada en septiembre del 2014 en el Toronto International Film Festival y el New York Film Festival (en la mayoría de los países se estrenó en 2015) escrita, dirigida y coproducida por Noah Baumbach. 

## Trama
La trama gira en torno a la pareja conformada por el documentalista Josh Srebnick (Ben Stiller) y su esposa Cornelia (Naomi Watts), hija del reconocido Leslie Breitbart, también documentalista y anterior mentor de Josh. Él y Cornelia, de alrededor de 45 años, llevan una vida adulta común y confortable, pero se sienten incómodos con sus amigos que solo hablan de bebés y su rol de padres padres, ya que ellos no tienen hijos. Además, su relación se ha enfriado a causa de la distancia y del problema de Josh para terminar un documental en el que lleva ocho años trabajando.
Un día, mientras da una conferencia, Josh conoce a Jamie (Adam Driver) y su esposa Darby (Amanda Seyfried), una pareja de veinteañeros. Jamie dice ser admirador del trabajo de Josh, ya que él también es cineasta, por lo que comienzan a salir junto con Cornelia, a quien parece no agradarle demasiado Jamie en un principio.
Poco a poco, Josh y Cornelia comienzan a sentirse cautivados por el estilo de vida de Jamie y Darby, y empiezan a seguirlo ellos mismos, lo que los lleva a un distanciamiento con sus antiguos amigos, quienes los critican continuamente. Josh, además, aceptar ayudar a Jamie en la realización de su primer documental, pero le molesta que este no su siga su metodología. Sorprendentemente, una idea en apariencia sin sentido, lleva a Jamie a algo que podría ser increíble para un documental.
- Datos: Q17089779